# Parlamento Mundial de Religiones

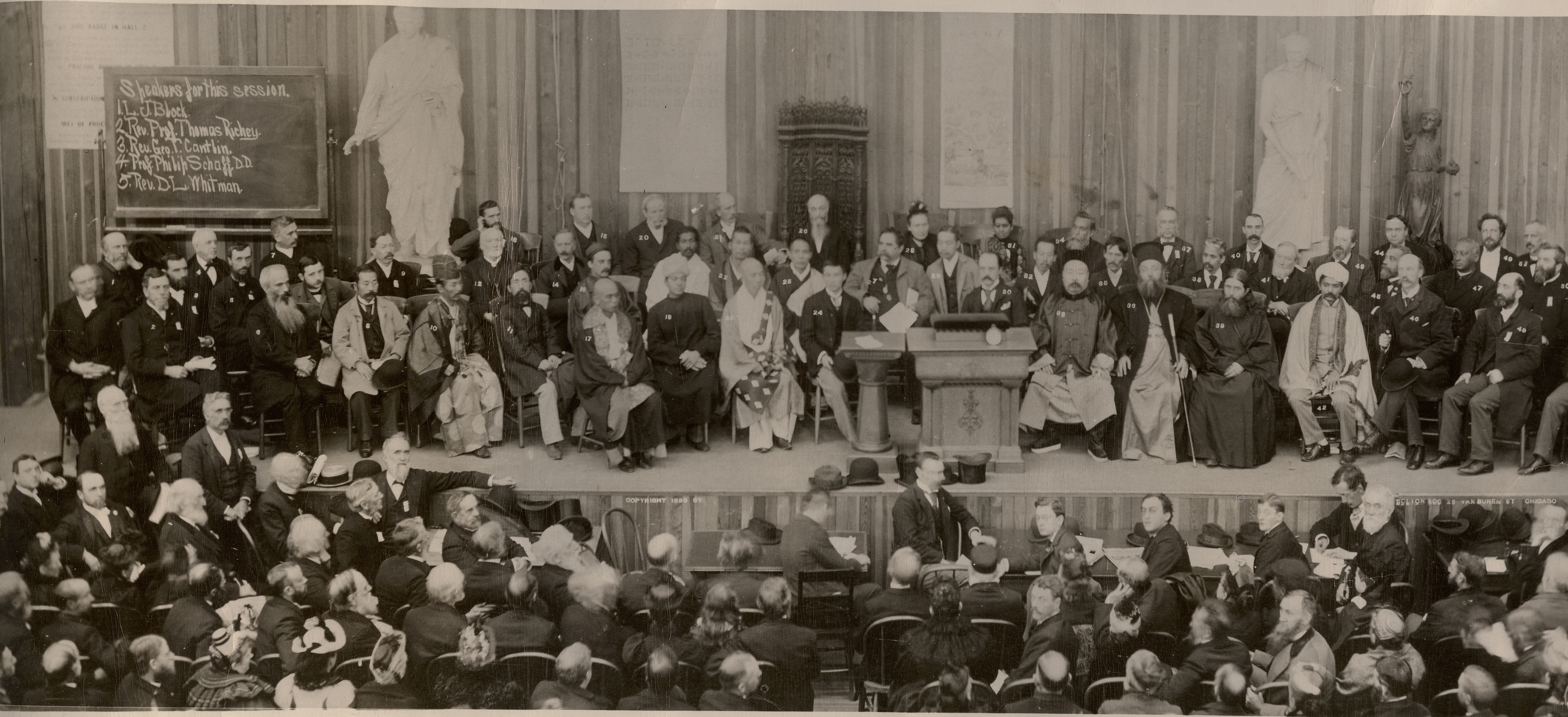
Chicago, 1893

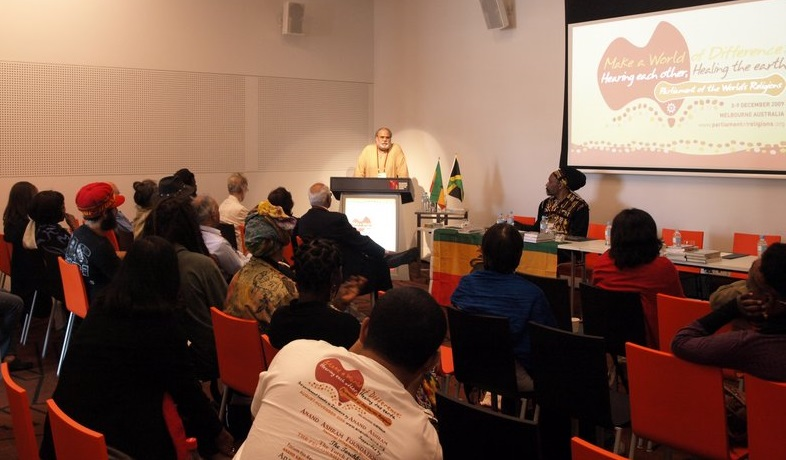
Melbourne, 2009

El Parlamento Mundial de Religiones o Parlamento de las Religiones del Mundo es una organización internacional no gubernamental de diálogo interreligioso y ecuménico que nació en Chicago, Estados Unidos, entre el 11 de septiembre y el 27 de septiembre de 1893. Fue la primera vez en la historia humana que se intentó crear un foro de diálogo entre todas las religiones mundiales. Si bien las religiones tradicionales se encontraban ampliamente representadas, no había representantes de religiones indígenas americanas ni del sikhismo, aunque sí se divulgó por vez primera en Occidente la existencia de algunas religiones nuevas en aquella época, como la Fe Bahai. Entre las figuras presentes se encontraban el famoso predicador budista Anagarika Dharmapala, representante del budismo Theravāda, y el gurú hindú Swami Vivekananda. 
Sin embargo hasta 1988 no se formó el Consejo del Parlamento Mundial de Religiones que preparó el congreso de 1993 en celebración al centésimo aniversario del Parlamento. El simposio se realizó en Chicago y asistieron unas ocho mil personas de todo el mundo y de una gran variedad de religiones, basándose en la idea de la tolerancia, la paz y la convivencia respetuosa. 
Otros congresos del Parlamento han sido en: Ciudad del Cabo, Sudáfrica, 1999 (7000 personas; se enfocó en la lucha contra el sida), Barcelona, España, 2004 (8000 asistentes; se celebró dentro del marco del Fórum Universal de las Culturas 2004), Monterrey, México, 2007 (continuación del Foro Universal de Culturas) y Melbourne, Australia, 2009, el cual se enfocó en la conciencia ambiental y el calentamiento global. La religión aborigen australiana ejerció como religión anfitriona y se le dio énfasis al diálogo entre las diferentes religiones: judíos, cristianos, musulmanes, hindúes, budistas, sikhs, bahais, neopaganos y la espiritualidad de los pueblos indígenas.